# Orde del Milà d'Or
L'Orde del Milà d'Or (japonès:金鵄勲章, transliterat: Kinshi Kunsho) és un orde militar de l'Imperi del Japó, establerta el 12 de febrer de 1890 per l'Emperador Meiji en commemoració de l'emperador Jinmu. Era atorgada per valentia davant l'enemic o lideratge en campanya.
L'Orde del Milà Daurat era la condecoració militar més alta de l'Imperi Japonès. Només podia atorgar-se a japonesos, i donada la seva associació amb l'agressió de guerra, va ser prohibida pel Comandant Suprem de les Forces Aliades (General MacArthur) del Japó ocupat el 1947
Va ser atorgada en 1.067.492 ocasions, sent òbviament les més atorgades des dues classes més baixes (6a i 7a). La 1a classe va ser atorgada en 41 ocasions i la de 2a classe en 201. Per conflicte:
- Primera Guerra Sinojaponesa: aproximadament 2.000
- Guerra Russo-Japonesa: aproximadament 109.600
- Primera Guerra Mundial: aproximadament 3.000
- Incident de Mukden: aproximadament 9.000
- Segona Guerra Sinojaponesa: aproximadament 190.000
- Guerra del Pacífic: aproximadament 630.000

## Classes
L'orde consisteix en 7 classes: els Generals rebien les classes 1a a 3a; els oficials superiors, les de 2a a 4a classe; els oficials, les de 3a a 5a classe; els sots-oficials, les de 4a a 6a classe, i la tropa, entre la 5a i 7a classe.

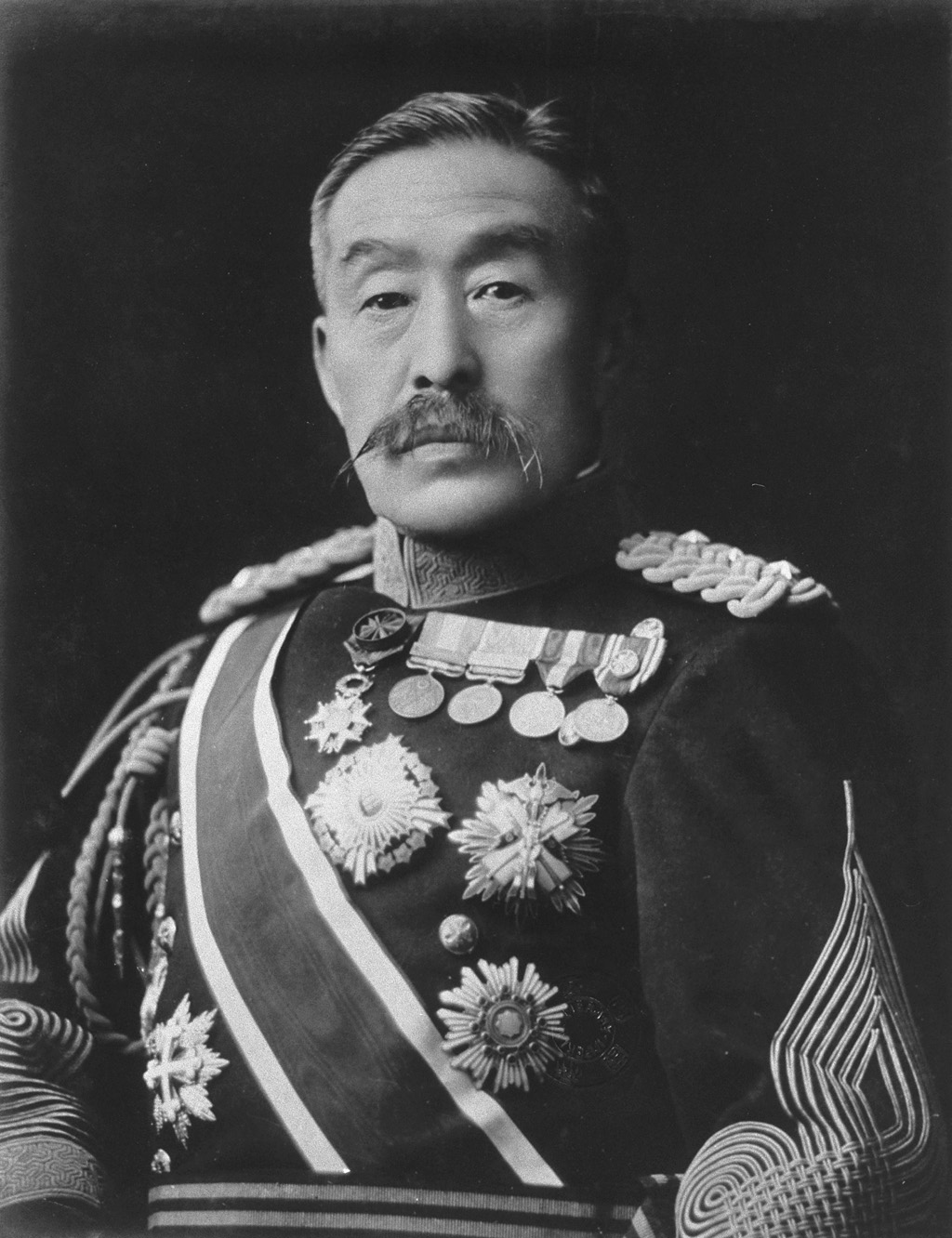
El Mariscal Kawamura Kageaki, lluint l'Orde del Milà d'Or

 1a classe: es lluïa en banda sobre l'espatlla dreta, amb la insígnia a l'esquerra del pit
 2a classe: es lluïa la insígnia a la dreta del pit
 3a classe: es lluïa penjant del coll
 4a classe: es lluïa penjant d'un galó. Llueix una roseta al galó
 5a classe: es lluïa penjant d'un galó. Perd la roseta del galó.
 6a classe: es lluïa penjant d'un galó. Perd els esmalts
 7a classe: es lluïa penjant d'un galó. És en plata (llevat del milà, que segueix sent d'or)
La concessió de l'orde comportava una pensió anual, que anava entre els 900 iens de la 1a classe als 65 iens de la 7a. Tenint en compte que la paga mensual d'un soldat a l'Exèrcit Imperial Japonès era de 8 iens amb 80 sens, això representava una recompensa molt substanciosa. Aquesta pensió monetària va ser abolida el 1940.
Si bé normalment era concedit individualment, de vegades era atorgat de manera col·lectiva. A mitjans d'octubre de 1942, es va concedir de manera pòstuma després de diverses cerimònies al Santuari Yasukuni, incloent 995 desapareguts en combat a les batalles del Pacífic i 3.301 perduts a la Xina.

## Disseny
La insígnia representa un milà daurat, missatger dels déus (tal com es descriu a l'antiga crònica japonesa Nihon Shoki, que va ajudar l'emperador Jinmu Tenno a derrotar els enemics en batalla. El Milà Daurat està sobre una estrella de 8 puntes amb 32 raigs en esmalt vermell. A sota del milà hi ha 2 escuts samurai en esmalt blau, amb 2 sabres y banderes (a les quals hi ha el símbol xinto del mitsu tomoe) en esmalt groc amb una llança al centre, penjant de les urpes del milà.
L'estrella de les classes 1a i 2a és similar a la insígnia, però els raigs són en esmalt vermell i groc.
Penja d'un galó verd amb una franja blanca als costats.